# Inspecció General de Sanitat de la Defensa
La Inspecció General de Sanitat de la Defensa (IGESANDEF) és un òrgan d'Espanya depenent de la Subsecretaria de Defensa.

## Funcions i estructura
La Inspecció General de Sanitat de la Defensa és l'òrgan al que li correspon la planificació i desenvolupament de la política sanitària. A més li correspon l'assessorament dels òrgans superiors del Ministeri en matèria de sanitat militar. A aquests efectes depenen funcionalment d'aquesta Inspecció General les direccions de sanitat dels exèrcits.
En particular li corresponen les següents funcions:
- Coordinar els suports sanitaris, logístic-operatius segons les directrius rebudes del Cap d'Estat Major de la Defensa i dels Caps d'Estat Major de l'Exèrcit de Terra, de l'Armada i de l'Exèrcit de l'Aire.
- Gestionar la xarxa sanitària militar i l'ordenació farmacèutica, així com coordinar les activitats sanitari-pericials i de prevenció sanitària en l'àmbit de la defensa.
- Coordinar amb els exèrcits i, si escau, aportar el suport farmacèutic, veterinari i psicològic.

El càrrec d'Inspector General de Sanitat de la Defensa és exercit per un general de divisió del Cos Militar de Sanitat, en situació de servei actiu, que té precedència sobre els altres càrrecs del Cos Militar de Sanitat.
L'Inspector General de Sanitat disposa de tres unitats auxiliars i de suport que coordinen l'activitat de la IGESANDEF:
- L'Àrea de Direcció.
- La Prefectura d'Administració Econòmica.
- L'Assessoria Jurídica.

Els òrgans amb què compta la Inspecció General de Sanitat de la Defensa per atendre les seves funcions específiques són els següents:
- Subinspecció General d'Ordenació Sanitària: Gestiona les competències de la IGESANDEF en l'àmbit assistencial, pericial i logístic-operatiu.
- Subinspecció General de Suport i Ordenació Farmacèutica: Atén de les comeses de la IGESANDEF de naturalesa farmacèutica.
- Subinspecció General de Suport Veterinari: Tramita i coordina les activitats de la IGESANDEF pròpies de la medicina veterinària.
- Unitat de Suport Psicològic de la Defensa: Administra les tasques de la IGESANDEF relacionades amb la psicologia i la psiquiatria.[1]

## Titular
- Antonio Pérez Peña (-2006)
- Juan Montero Vázquez (2006-2012)[2]
- Luis Hernández Ferrero (2012-2015)[3]
- Santiago Coca Menchero (2015 -)[4]